# Azárychy
Azárychy (bielorruso: Аза́рычы) u Ozárichi (ruso: Оза́ричи) es un asentamiento de tipo urbano de Bielorrusia, perteneciente al distrito de Kalínkavichy en la provincia de Gómel.
En 2022, el asentamiento tenía una población de 1128 habitantes. Es sede de un consejo rural que incluye diecisiete pedanías que suman unos setecientos habitantes.
Se conoce la existencia del asentamiento desde el siglo XVI, cuando era un pueblo vinculado a Mazyr en el Gran Ducado de Lituania. En 1786 obtuvo el derecho a organizar dos ferias anuales. En la partición de 1793 se integró en el Imperio ruso, hasta que en 1919 pasó a formar parte de la RSS de Bielorrusia, que entre 1924 y 1931 declaró al pueblo capital distrital. El pueblo fue uno de los principales centros operativos de la invasión alemana de 1941-1944, al albergar los campos de exterminio de Azárychy, tres centros en los que fueron asesinadas unas dieciséis mil personas, incluyendo judíos de diversos lugares de Bielorrusia y enfermos de tifus a los que se sacó de los hospitales para propagar la enfermedad entre los detenidos. En 1959, Azárychy adoptó el estatus de asentamiento de tipo urbano.
Se ubica unos 30 km al norte de la capital distrital Kalínkavichy, en el cruce de las carreteras P34 y P31 que llevan a Babruisk.